# Strafferetsplejeudvalget
Strafferetsplejeudvalget blev nedsat af Justitsministeriet i 1968 med den opgave at gennemgå og komme med forslag til ændring af alle retsplejelovens bestemmelser om straffesagers forberedelse, herunder om anholdelse, varetægtsfængsling og betingelserne for politiets anvendelse af de forskellige efterforskningsmidler (ransagning, beslaglæggelse, telefonaflytning etc.). Efter at have afgivet 12 betænkninger, afsluttede udvalget dette arbejde i 1995.
Efterfølgende har udvalget efter anmodning fra Justitsministeriet beskæftiget sig med forskellige strafferetsplejemæssige problemstillinger, herunder ofres retsstilling og bortvisning af voldelige og truende personer fra hjemmet mv.